# Kejvi Bardhi
Kejvi Bardhi (sinh 7 tháng 8 năm 1996 ở Laç) là một cầu thủ bóng đá Albania hiện tại thi đấu cho KF Laçi ở Kategoria Superiore.